# جيمس إنغو فريد
جيمس إنغو فريد (بالألمانية: James Ingo Freed؛ بالإنجليزية: James Ingo Freed) هو مهندس معماري وأستاذ جامعي ألماني وأمريكي، ولد في 23 يونيو 1930 في إسن في ألمانيا، وتوفي في 15 ديسمبر 2005 في مانهاتن في الولايات المتحدة بسبب مرض باركنسون.